# Matthew Yuricich
Matthew J. Yuricich (Lorain (Ohio), 19 de enero de 1923-Woodland Hills (Los Ángeles), 28 de mayo de 2012) fue un ingeniero de efectos especiales para el cine estadounidense.

## Biografía
Hijo de inmigrantes croatas, habló en su lengua materna hasta que llegó al instituto. Después de graduarse en el Instituto en 1941, se alistó en la Armada estadounidense. Sirvió en el barco escolta USS Nassau, presenciando combates en el Teatro del Pacífico. Antes de convertirse en el artista de efectos especiales, Yuricich consiguió la licenciatura en Bellas Artes en la Universidad de Miami en Oxford (Ohiɒ).
Su amistad con la estrella pinup Betty Grable permitió a Yuricich entrar en la industria del cine después de la guerra. Como artista del Matte painting, muchos de sus primeros trabajos no lo incluyeron en los créditos. Entre estos, se incluyen Planeta prohibido (Forbidden Planet) (1956), Con la muerte en los talones (North by Northwest) y Ben-Hur (1959). Entre sus trabajos más recientes, incluyen Cuando el destino nos alcance (Soylent Green) (1973), El jovencito Frankenstein (Young Frankenstein) (1974), El síndrome de China (The China Syndrome) y 1941 (1979), Blade Runner (1982), Cazafantasmas y 2010 (1984), Noche de miedo (Fright Night) (1985), Poltergeist II, The Boy Who Could Fly y Guerreros del sol (Solarbabies) (1986), Masters del Universo (Masters of the Universe) (1987), Jungla de cristal (Die Hard) (1988), Campo de sueños (Field of Dreams) (1989), Bailando con lobos (Dances with Wolves) (1990) y Dos duros sobre ruedas (Harley Davidson and the Marlboro Man) (1991).
Yuricich ganó el Óscar especial por los efectos especiales por la película La fuga de Logan (1976). Fue nominado nuevamente en 1977 por su trabajo en 'Encuentros en la tercera fase (1977) (Close Encounters of the Third Kind).